# Rue d'Embarthe
La rue d'Embarthe (en occitan : carrièra de l'Olm d'En Barta) est une voie de Toulouse, chef-lieu de la région Occitanie, dans le Midi de la France.

## Situation et accès

### Description
La rue d'Embarthe est une voie publique. Elle se trouve dans le quartier Arnaud-Bernard, au cœur du secteur 1 - Centre.
La rue d'Embarthe naît de la place Saint-Julien, perpendiculairement à la rue des Salenques et à la rue Lascrosses. Longue de 147 mètres et rectiligne, elle est orientée au nord-est. Elle se termine en débouchant sur la place des Tiercerettes, qui se forme au carrefour de la rue Arnaud-Bernard et de la rue de la Chaîne.
La chaussée compte une seule voie de circulation automobile en sens unique, de la place des Tiercerettes vers la place Saint-Julien. Elle appartient à une zone de rencontre et la vitesse y est limitée à 20 km/h. Il n'existe pas de bande, ni de piste cyclable, quoiqu'elle soit à double-sens cyclable.

### Voies rencontrées
La rue d'Embarthe rencontre les voies suivantes, dans l'ordre des numéros croissants (« g » indique que la rue se situe à gauche, « d » à droite) :
1. Place Saint-Julien (g)
2. Rue des Salenques (d)
3. Place des Tiercerettes

## Odonymie
Le nom de la rue d'Embarthe, connu depuis le XIVe siècle, lui vient d'un propriétaire du lieu, probablement un personnage important (en, « seigneur » en occitan) du nom de Barthe : Pierre Salies pense au changeur Pierre Barthe, capitoul en 1333-1334. Le nom s'est appliqué essentiellement au four public, puis à l'orme qu'on trouvait dans cette rue.
À la même époque, les premières mentions de la rue d'Embarthe au XIVe siècle la désignent sous aussi sous l'appellation a las bosigas (« aux friches » en occitan) ou encore de rue de Cantepol (canta pol, « chante coq » en occitan). On lui trouve aussi le nom de rue des Donzelles, c'est-à-dire des demoiselles (donzèlas en occitan). En 1794, pendant la Révolution française, on lui attribua le nom de rue Bons-Amis, mais il ne subsista pas.

## Patrimoine et lieux d'intérêt
- no  2 : immeuble. 
La construction d'un nouvel immeuble, en 1987, n'a conservé du bâtiment ancien que la façade. Celle-ci, caractéristique de l'architecture néo-classique toulousaine des années 1830, s'élève sur deux étages. Au 1er étage, les fenêtres ont de faux garde-corps à balustres en terre cuite et sont surmontées d'une frise en terre cuite et d'une corniche, sauf la fenêtre centrale, qui a un balconnet avec son garde-corps en fonte. L'élévation est couronnée par une frise en terre cuite[6],[7].

- no  13 : jardin d'Embarthe.

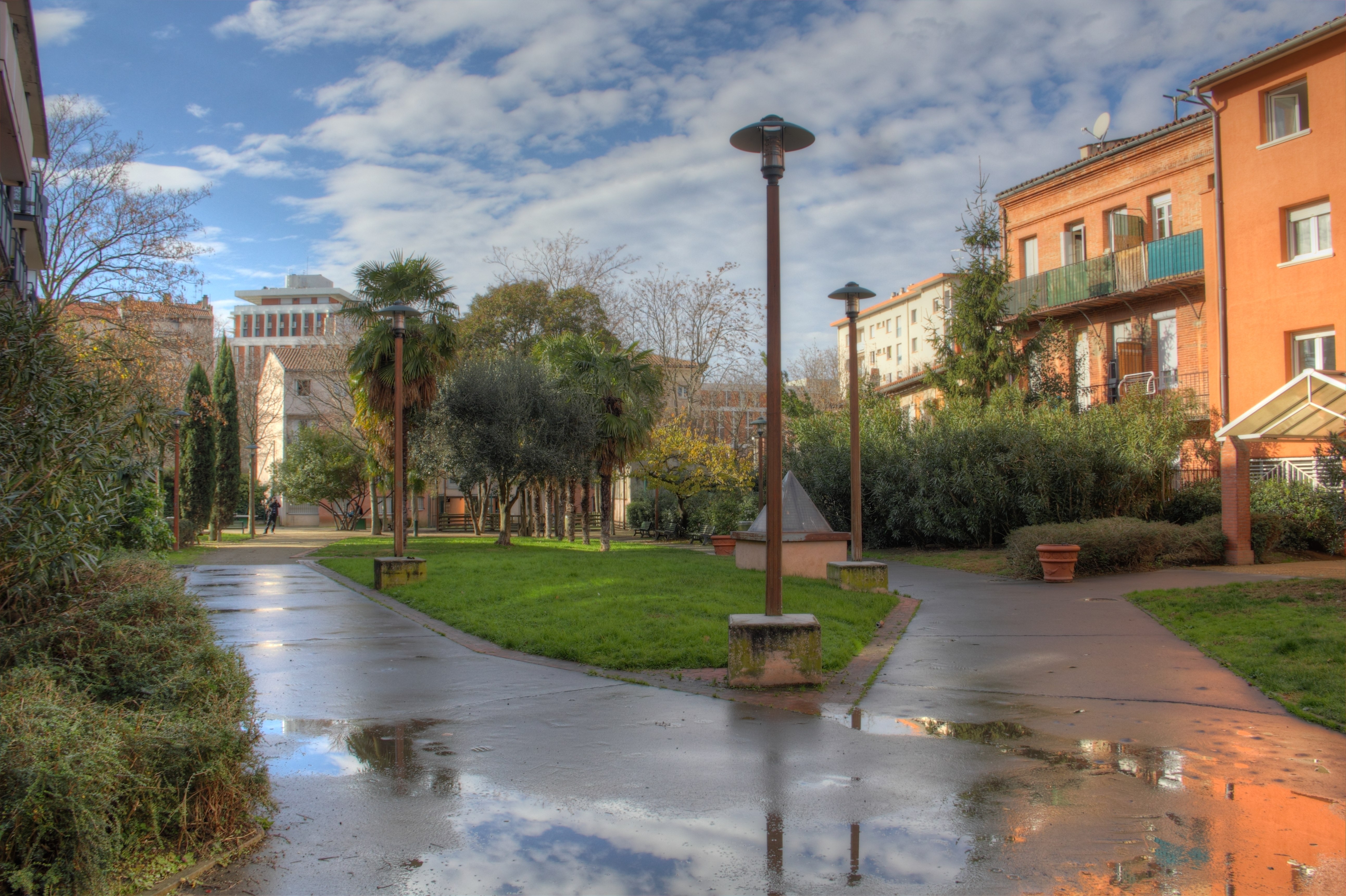
Le jardin d'Embarthe.
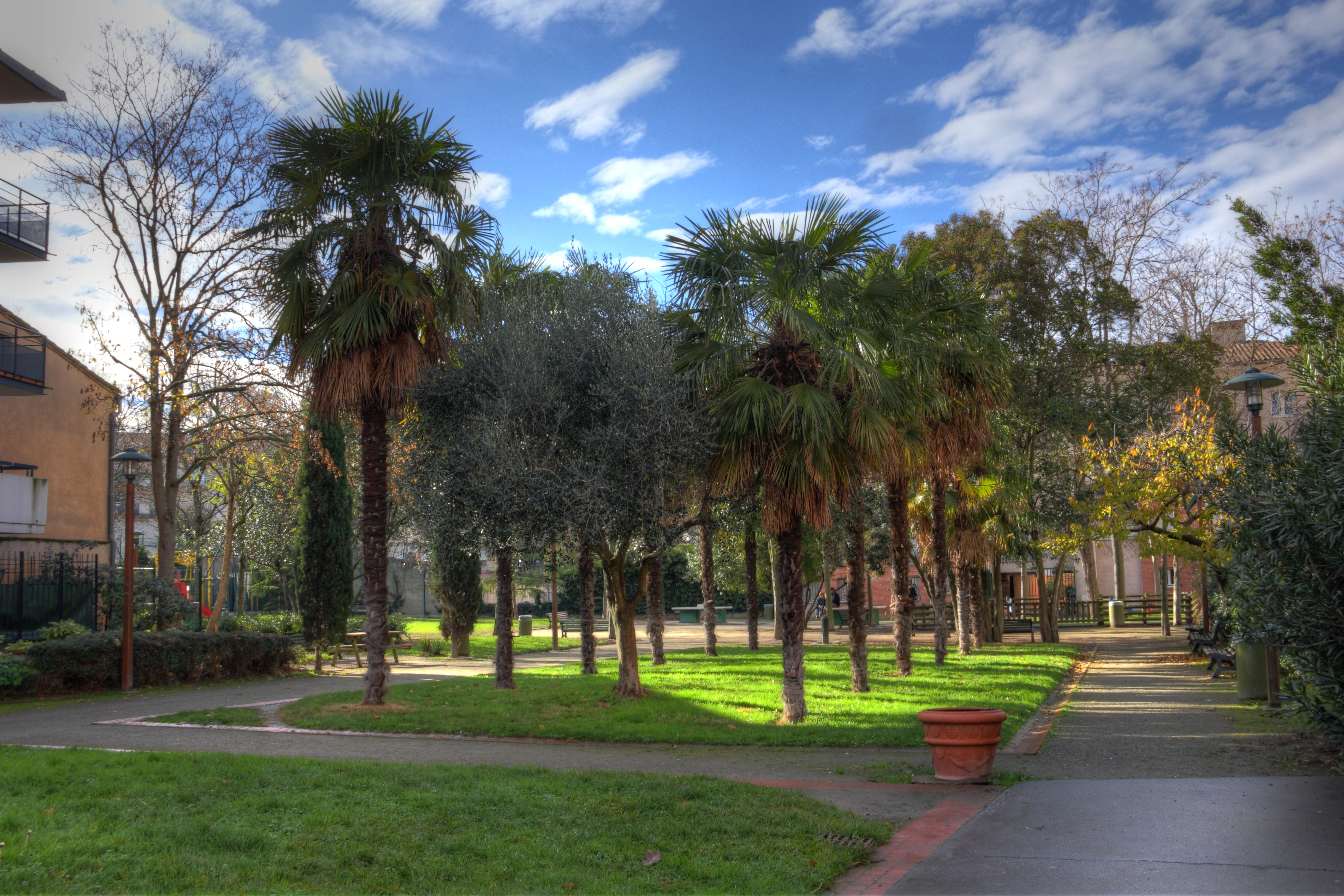
Le jardin d'Embarthe.
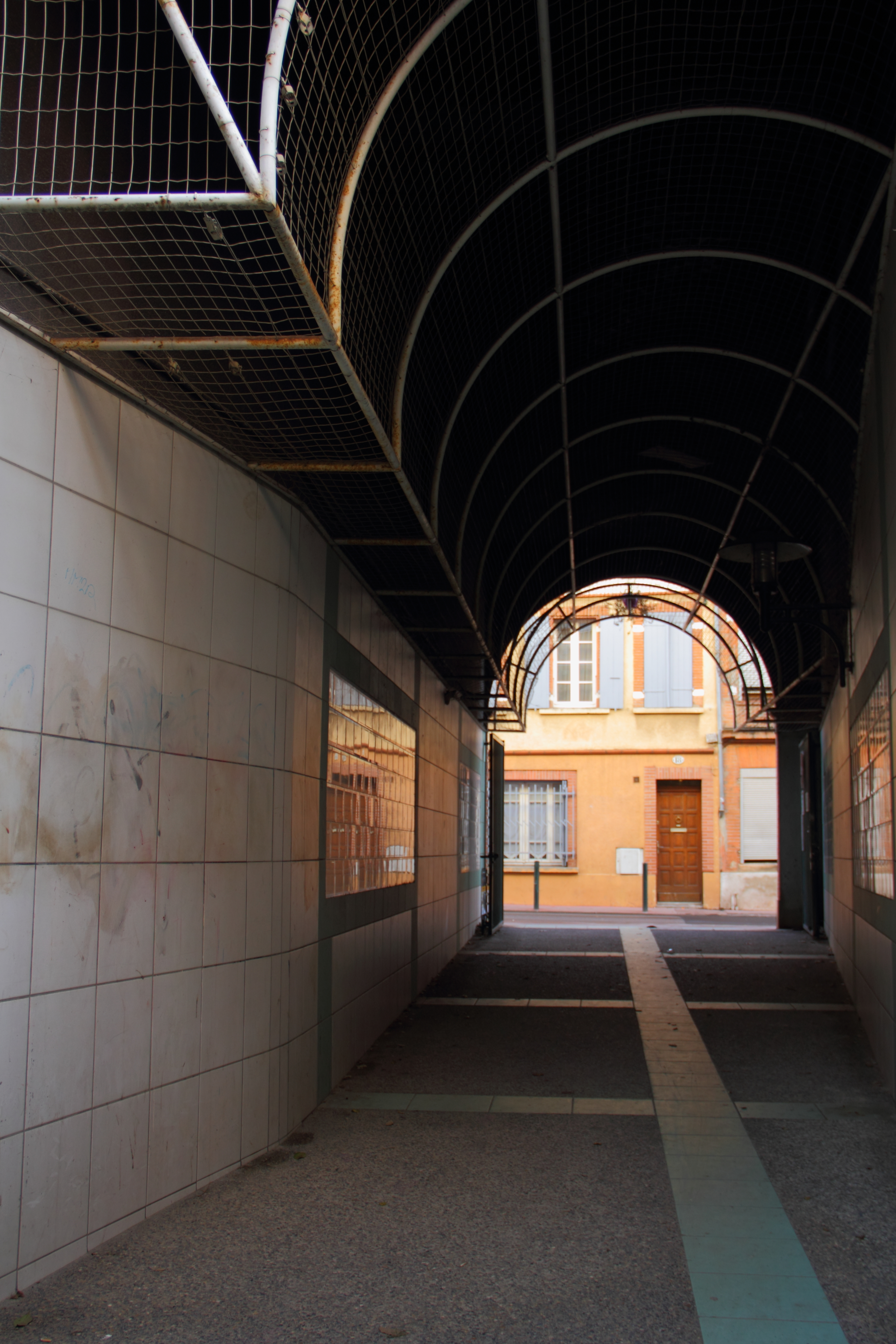
L'accès au jardin du côté de la rue d'Embarthe.